# Abraxas grisearia
Abraxas grisearia är en fjärilsart som beskrevs av John Henry Leech 1897. Abraxas grisearia ingår i släktet Abraxas och familjen mätare. Inga underarter finns listade i Catalogue of Life.